# Alexis Caswell
Alexis Caswell (Taunton (Massachusetts), 29 de janeiro de 1799 — Providence, 8 de janeiro de 1877) foi um matemático estadunidense.
Graduado em 1822 na Universidade Brown, onde foi professor de matemática e filosofia natural (1828 - 1850) e de matemática e astronomia (1850 - 1864). Caswell foi presidente da Universidade Brown, de 1868 a 1872. Foi um dos fundadores da Associação Americana para o Avanço da Ciência, da qual foi presidente em 1857.
Além de diversos artigos sobre astronomia nos Reports of the Smithsonian Institution, escreveu The Life of Francis Wayland, Textbook on Astronomy e Memorial of John Barstow (1864).